# 新丰镇 (盐城市)
新丰镇，是中华人民共和国江苏省盐城市大丰区下辖的一个乡镇级行政单位。

## 行政区划
新丰镇下辖以下地区：
镇南社区、民主社区、团结社区、和平社区、新淮社区、新北社区、金墩社区、四岔河社区、龙堤社区、方强社区、鼎丰村、群乐村、时丰村、裕南村、裕北村、仁南村、仁北村、金东村、金西村、同丰村、全心村、沙港村、太兴村、赤旗村、车滩村、永跃村、万众村、小团村、大团村、引水村、圩中村、五丰村、长坍村、腰港村、老墩村、安龙村、三总村、齐贤村和大明村。

## 知名人物
- 束昱辉，裕北村人，企业家